# Fuerte del Rey
Fuerte del Rey é um município da Espanha, na província de Xaém, comunidade autónoma da Andaluzia. Tem 34,43 km² de área e em 2021 tinha 1 313 habitantes (densidade: 38,1 hab./km²). Pertence à Comarca Metropolitana de Xaém, e limita com os municípios de Xaém, Lahiguera, Villanueva de la Reina, Cazalilla e Torredelcampo.